# موصل عاجي مينائي
الموصل العاجي المينائي أو الملتقى العاجي المينائي (بالإنجليزية: dentinoenamel junction)‏ أو الموصل المينائي العاجي أو الملتقى المينائي العاجي (بالإنجليزية: amelodentinal junction)‏ هو الحد الفاصل بين الميناء والعاج.